# Cymus bellus
Cymus bellus är en insektsart som beskrevs av Van Duzee 1909. Cymus bellus ingår i släktet Cymus och familjen Cymidae. Inga underarter finns listade i Catalogue of Life.